# Uapití de Tian Shan
El uapití de Tian Shan (Cervus canadensis songaricus) és una subespècie de uapití que viu a les muntanyes Tian Shan, a l'est del Kirguizstan, el sud-est del Kazakhstan i el nord-centre de Xinjiang (Xina). És la subespècie més grossa de uapití asiàtic, tant per la mida del cos com de les banyes. En queden uns 50.000 exemplars en llibertat, xifra que es troba en un ràpid declivi. A la Xina n'hi ha uns 4.000 o 5.000 exemplars en granges de cérvols. El seu hàbitat natural són les zones cobertes per boscos de coníferes i valls profundes. Es desplaça corrent i cobreix grans distàncies. En la caça és considerat «un dels representants més nobles de la família dels cèrvids» i les seves banyes són un trofeu molt preuat. Les seves banyes també es fan servir en la medicina tradicional xinesa. De fet, la pressió sobre aquest uapití per aquest motiu era tan gran que a principis del segle xx es calculava que aviat s'hauria extingit, circumstància que no ha arribat a produir-se.